# Kot Bajun

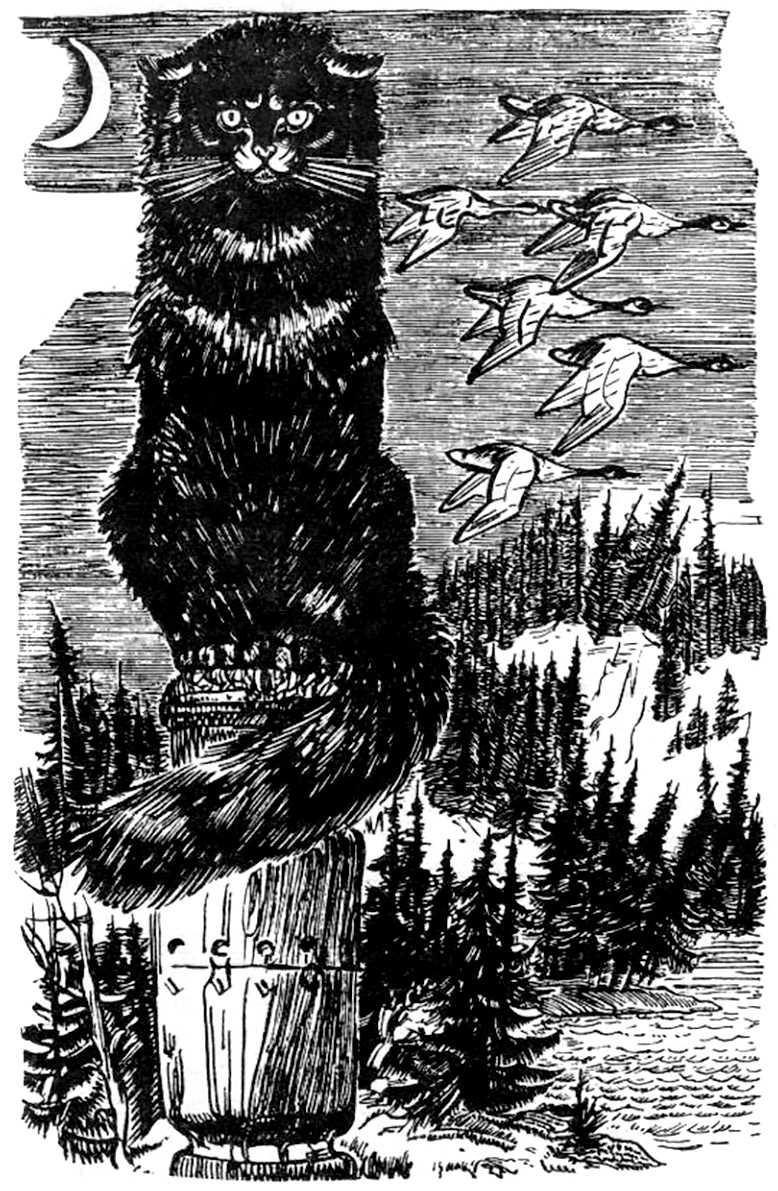
Ilustración de K. Kozniecowa de la colección "Cuentos populares rusos".

Kot Bajun (en ruso, Kom Баюн) es un legendario gran gato que vive entre los árboles más altos en los bosques de Siberia.
Él es grande y fuerte, sus garras, pueden destruir cualquier armadura. Canturreando una melodía, provoca somnolencia en los viajeros. Su nombre proviene de la palabra rusa баюкать, que significa arrullar. La más famosa historia sobre el Gato Bajun es "El padrino Naum", donde el zar Dimitri, prescribe traer a palacio al padre del Gato Bajun. A menudo en las leyendas rusas se muestra a Bajun como el gato de Baba Yaga, un animal con potestad sobre lobos y osos. Los hombres le tenían más respeto que las mujeres.